# クトゥルフ神話の文献
クトゥルフ神話の文献について記載する。
クトゥルフ神話の構成要素の一つが、禁断の書物である。ほとんどがクトゥルフ神話用に設定された架空の書物であるため、本記事では著者と創造者を区別して記載する。
マサチューセッツ州アーカムのミスカトニック大学付属図書館は、クトゥルフ神話の文献を所蔵する。
クトゥルフ神話関連の書籍に解説が頻出する。文献（魔道書）のリストを作ろうという試みはダーレス時代からあり、フランシス・T・レイニーの『クトゥルー神話小辞典』（1943）4章やリン・カーターの『クトゥルー神話の魔道書』（1959）などが古典的な設定集として挙げられる。今日ではあらゆるクトゥルフ神話の入門書・解説書にてクトゥルフ神話の文献を説明するための章が設けられている。特にTRPGサプリメントの『キーパーコンパニオン』は文献の設定集である。

## 個別記事有り
ネクロノミコン

「死霊秘法」とも邦訳される。原題はアル・アジフ。著者：アブドル・アルハズラット。創造者はハワード・フィリップス・ラヴクラフト。アルハズラットが西暦730年頃に著した「アル・アジフ」のこと。他言語翻訳に際して題名が「ネクロノミコン」に変わった。
表向きにはミスカトニック大学付属図書館などの英米仏亜の図書館に5冊が現存する。現存するネクロノミコンは、完全なアル・アジフではなく内容が欠損したものである。
ヨグ＝ソトースやクトゥルフについての記述がある。
クトゥルフ神話を代表する文献。ネクロノミコンを現実に作品として作ってしまう例も出ている。
エイボンの書

著者：ハイパーボリアの魔術師エイボン（またはその弟子）。創造者はクラーク・アシュトン・スミス。ミスカトニック大学に有。
ゾタクァやウボ＝サスラについての記述がある。
無名祭祀書

著者：フリードリヒ・ヴィルヘルム・フォン・ユンツト。創造者はロバート・E・ハワード。ミスカトニック大学に有。
妖蛆の秘密

著者：ルートヴィヒ・プリン。創造者はロバート・ブロック。ミスカトニック大学に有。
ルルイエ異本

ルルイエのクトゥルフ崇拝にまつわる書物。創造者はオーガスト・ダーレス。ミスカトニック大学に有。
黄衣の王

19世紀に刊行された、2幕構成の呪われた台本。ハスター崇拝の書物という噂がある。
同名の怪物がいる。もとは非クトゥルフ神話の書物だったが、ラヴクラフトとダーレスがクトゥルフ神話設定に取り込んだ。
ナコト写本

クトゥルフ神話で言及される書物の中でも最も古いもの。イースの大いなる種族の知識の一端であるとも言われる。
ドリームランドに完全版が1冊あるほか、目覚めの世界にも断片が幾つかあり、ミスカトニック大学にも有。創造者はラヴクラフト。

## 文献
屍食教典儀（ししょくきょうてんぎ、仏：Cultes des Goules、英：Cults of the Ghouls）
作者はダレット伯爵で、1702年ごろに書かれた。フランス国内の、人肉嗜食や屍姦行為などを行う邪教について詳細に記述されている。フランスで出版されたが、出版後ただちにカトリック教会によって出版禁止とされた。ミスカトニック大学に1部が現存する。
創造者は不明だが、ロバート・ブロックとおぼしい。初出はブロックの『自滅の魔術』だが、著者名と題名のみ。後にブロックの『哄笑する食屍鬼』にて、主人公がグール（食屍鬼）調査目的で読んでいる。
題名は有名になったが、内容については踏み込んだ作品は少なく、不明点が多い文献である。
ダレット伯爵は、オーガスト・ダーレスの先祖として設定された架空の人物。邪神群を四大元素にあてはめたのはダレット伯爵であるともされる。
セラエノ断章（セラエノだんしょう、Celaeno Fragments）
プレアデス星団の恒星セラエノ（＝天文学おうし座の恒星ケラエノ）の第四惑星の大図書館にあった破損した石板。この内容の写しをミスカトニック大学のラバン・シュリュズベリイ博士が英語に翻訳した自筆写本1部。
シュリュズベリイ博士は1915年にミスカトニック大学附属図書館に預けた。博士は回収したり預けたりをくり返している。第三者が閲覧することもあったようだが、後に図書館側の管理が厳しくなり閲覧が困難となっている。
初出はオーガスト・ダーレス著『永劫の探究』。同作品における最重要文献であり、黄金の蜂蜜酒の製法、バイアクヘーの召喚法など、クトゥルフ教団と戦うという物語に大きく関わる。またダーレス著『破風の窓』にて第三者が閲覧して簡易版を作っている。
水神クタアト（すいじんクタアト、Cthaat Aquadingen / Cthäat Aquadingen）
著者不明。四百年以上前に書かれた。ラテン語人革装丁版3冊が現存する。この特製装丁により、雨が降る前に湿り気をおびるという。1部は大英博物館で厳重に管理されている。海や水の魔物について詳しい。
ブライアン・ラムレイが創造した書物。『地を穿つ魔 <タイタス・クロウ・サーガ>』などに登場。朝松健の『聖ジェームズ病院』では、この魔術書と同名の邪神が存在することになっている。朝松の『神蝕地帯』でも言及がある。
イステの歌（イステのうた、英：Song of Yste）
原著不明。太古の人類の魔術師「ディルカ一族」が伝え、その後ギリシャ語、ラテン語、アラビア語とエリザベス朝の英語に翻訳されている。アドゥムブラリ種族について詳しく書かれている。
初出はロバート・A・W・ロウンデズの『深淵の恐怖』。『グラーグのマント』でも小言及あり。
エルトダウン・シャーズ（Eltdown Shards）
1882年にイギリス南部エルトダウンで発見された23枚の粘土板破片（シャーズ）。
創造者はリチャード・F・シーライト。成立にラヴクラフトが関わっており、ナコト写本とも関連する。設定が複雑化しているため別記事にて解説する。

告白録（発狂した修道士クリタヌスの告白録、狂える修道士クリタナスの懺悔、Confessions）
封印された邪神が戻って来たとき、キリスト教の聖人たちが旧神の力を借りて再び邪神を封じ込めたという逸話が書かれている。また、ラテン語による旧神召喚呪文や、クトゥルフの眷属召喚法（賢人なら邪神を利用もできるという思惑）なども記載されている。
著者は修道士クリタヌス。彼の師はヒッポ司教の聖アウグスティヌスであり、師は旧神の力を扱う聖人であったという。クリタヌスは発狂したことで英国の修道院から追放され、ローマで執筆した。
創造者はオーガスト・ダーレス。登場作品：『湖底の恐怖』『彼方からあらわれたもの』『エリック・ホウムの死』
イオドの書（イオドのしょ、英：Book of Iod）
創造者はヘンリー・カットナー、初出作品は『恐怖の鐘』。カットナーが創造した神イオドと同名だが、カットナーは関係性を説明していない。
原本が1部のみ現存するとされ、カリフォルニアのハンティトン図書館にはジョウハン・ニーガスによる英訳削除版が収蔵されている。内容はズシャコンについて書かれているが、削除版では多くの記述が検閲で消されおりわからないことが多い。ローレンス・J・コーンフォードの『ウスノールの亡霊』にて、エイボンの書に引用される形で言及がある。
サセックス稿本（サセックスこうほん、英語: The Sussex Manuscript）
ネクロノミコンの異本。別名、悪の祭祀（Cultus Maleficarum）。1597年にフレデリック男爵によってイギリスのサセックス州で八折り判として印刷された（サセックス草稿の名はこれにちなむ）。
オーガスト・ダーレスの『永劫の探究』に登場する。創造者はフレッド・ペルトンで、単一の作品になっている。ネクロノミコンであるが、既成の神話とは別物。

グラーキの黙示録（Revelations of Glaaki/Gla'aki）
ラムジー・キャンベルが創造した書物。初出はキャンベル著『湖畔の住人』。
英国のとある湖の湖畔に存在したグラーキ教団による書物。内容としては、キャンベル独自のクトゥルフ神話の内容に詳しく踏み込んだものとなっている。
原稿はグラアキ教団の内部文書である。完全版写本11巻と、不完全な海賊版9巻本がある。ブリチェスター大学が一部本を保有するとも失われたとも言われる。9巻には異次元通信機の設計図が載っている。加えて12巻やリヴァプール版などの異本がある。
いわくつきの12巻がある。教団の黙示録は11巻で打ち止めなのだが、12巻以降の目撃情報がある。12巻には邪神イゴーロナクについての説明が載っている。
まがいもののリヴァプール版がある。概説・詳細はTRPG基本ルールブックに簡単な解説がある、『キーパーコンパニオン』や『Ramsey Campbell's Goatswood and Less Pleasant Places』（未訳）に記載がある。2000年ごろのキャンベルの許諾を受けたものだが、2010年代になってからキャンベルは黙示録を全く別の新情報でリファインして「リヴァプール版」を切り離している。
ポナペ経典（ポナペ島経典、Ponape Scripture）
クトゥルフとガタノソア系の文献。著者はガタノソアの神官イマシュ＝モ達と推定される。原本と翻訳写本がある。
原本は、ムー大陸のナアカル語でヤシの葉の皮紙に書かれていた。1734年に、アーカムの貿易商ホーグ船長がポナペで発見して持ち帰り、英訳されて秘密裏に邪教徒やオカルティストの間で読み回される。インスマスのダゴン秘密教団も参考にしていた可能性が高い。
リン・カーターの『時代より』『墳墓に棲みつくもの』に登場しており、登場人物であるコープランド教授は当文献を解読研究した論文を発表して学会を追われている。
ザントゥー石板（サントゥー粘土板、Zanthu Tablets）
イソグサの神官ザントゥー（サントゥー）が記した黒翡翠の文字板12枚（10枚とも。Tabletsを粘土板と訳されることがあるが、材質は黒翡翠の石である）。
1913年に、コープランド教授が（ポナペ経典を解読して突き止めた）中央アジアツァン高原のザントゥーの墓で発見する。教授は「推測的な翻訳」を発表したが、大バッシングを受ける。その後、教授の遺贈物としてサンボーン研究所が所蔵する。
『墳墓に棲みつくもの』『陳列室の恐怖』に登場するほか、第7の石板＝『赤の供物』、第9の石板＝『奈落の底のもの』と、石板の翻訳がそのままクトゥルフ神話短編作品になっている。
ガールン断章（グハーン断章、G'harne Fragments）
粘土板の翻訳。コズミック地理書。特に、地底都市ガールンについて書かれていたことから、ガールン断章と呼ばれるようになった。著した種族は樽型人（クトゥルフ＆クトーニアンと敵対していた種族である）。
オリジナルの粘土板から複数の翻訳がされており、ウィンドロップ版、ウェンディ＝スミス版、ウォームズリー版などが存在し、それぞれ記載レベルが異なる。
創造者はブライアン・ラムレイ。初出は『セメントに覆われたもの』『狂気の地底回廊』など。
ネクロノミコン新釈
フィ―リーによるネクロノミコンの注釈付き英訳版。ブライアン・ラムレイの作品にしばしば登場する。タイタス・クロウは完全版を、ド・マリニーは短縮版を所持する。
玄君七章秘経
中国漢代の道士が記した。中華圏の大陸の作品で用いられる。
秘教古伝
著者は明智呈三（無崎岑喬）。創造者は朝松健。
アッツォウスの虚言
ドイツ人魔術師クリンゲン・メルゲルスハイムが悪魔アッツォウスから受け取った託宣を記した本。創造者は朝松健。

## ネクロノミコンの異本
ヴォイニッチ手稿
実在する未解読の古文書。
コリン・ウィルソンの『ロイガーの復活』や『魔道書ネクロノミコン』に登場する。オリジナルの巨大な知識体系は隠されており、発見されたヴォイニッチ手稿はあくまで簡易版。ヴォイニッチ手稿のオリジナルをラヴクラフトがネクロノミコンを創作するにあたり元ネタとした可能性が指摘される。
ネクロノミコン・エクス＝モルテス（死者の書）
初出は『死霊のはらわたII』。人肉装丁の本。
1作目では「ナチュラル・デ・モント」という名前で、シリーズ3以降も登場しており、名前が微妙に異なる。ネクロノミコンと同じ名前の別物。
ネクロノミカン
日米仏合作映画『ネクロノミカン』に登場。朝松健によるノベライズ『小説ネクロノミコン』では第十四の書（死霊秘法――アル・アジフもしくは死せる名前の書 哲学博士・数学博士ジョン・ディー英訳）となっている。どちらでも1932年にラヴクラフトが入手する。
黒の断章
第十四の書とも。アボガドパワーズのAVG『黒の断章』に登場。ネクロノミコンラテン語版から欠落した部分。
屍龍教典
田中文雄の『邪神たちの2・26』に登場。ネクロノミコンのラテン語版を清王朝時代に中国語に翻訳したもの。
妙法蟲聲經
殊能将之の『黒い仏』に登場。アル・アジフが仏典となったもの。
アル・アジフ
ニトロプラスのADV『斬魔大聖デモンベイン』に登場。ネクロノミコンの原典「キタブ・アル・アジフ」の精霊。美少女擬人化されたネクロノミコンであり、ヒロイン兼相棒を務める。ページが失われて弱体化しており、ページを回収することで力を取り戻していく。
ダークホールド
マーベル系アメコミに登場する。ネクロノミコンのさらに原本となった本。